# هانوور شمالی (نیوجرسی)
هانوور شمالی (به انگلیسی: North Hanover Township) شهری در ایالت نیوجرسی کشور ایالات متحده آمریکا است که جمعیت آن در سرشماری سال ۲۰۱۰ میلادی، ۷٬۶۷۸ نفر بوده‌است.